# 違憲
違憲（いけん、英語: unconstitutionality）とは、立憲主義の国家において、法令・命令・規則・処分など（以下「法令等」という）がその国の憲法の規定に違反していることを指す。憲法違反ともいう。対義語は合憲。

## 解説
日本においては、日本国憲法第10章に、日本国憲法の最高法規性が定められているため、全ての法令等は、憲法の規定に違反してはならないこととなっている。これらは法治主義（法治国家）と言われる。法令等が違憲である場合、日本国憲法第98条第1項により、その法律・政令・省令・条例等は無効である。
日本においては、法令等が違憲か否かの判断をするのは、司法府である裁判所であり、その最終判断を下すのは最高裁判所であるとされている（日本国憲法第81条）。多数のケースでは、違憲判決後に抵触する各種法令が法的強制の下で改正される。また、日本以外の国では最高裁判所による違憲判決への国民的反発が起きた際に、抵触する条項改正への賛成が国民投票の過半数を獲得し、憲法の方が最終的に改正されるケースもある。
日本の最高裁判所が下した違憲判決は日本の最高裁判所における違憲判決一覧を参照。